# Licença de exportação

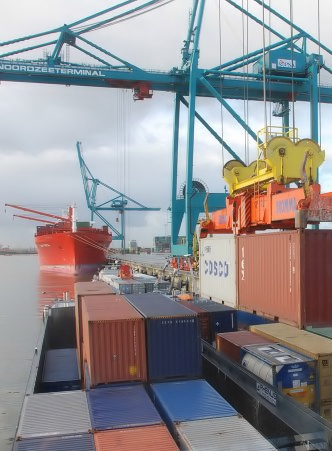
Figura 1 - Grupagem de contentores num cais

A licença de exportação é um documento que possibilita a saída de um produto para outros países (Locke, 1996, p.152).
A Guerra Fria deu origem a restrições na transição de produtos e bens entre vários países, que só era possível com uma licença de exportação. Mesmo após o fim da Guerra Fria, existiam ainda algumas restrições na exportação de alguns bens de alta tecnologia entre alguns países.
Para que a licença de exportação possa ser emitida é necessário o preenchimento de um certificado do importador, no qual está o importador se compromete a não transaccionar produtos ilegalmente.
Actualmente o processo de transacção de produtos entre países é relativamente simples, sendo no entanto, necessário verificar se o produtor/fabricante do produto em questão necessita, ou não, de uma licença de exportação.